# 线裂老鹳草
线裂老鹳草（学名：Geranium soboliferum）为牻牛儿苗科老鹳草属的植物。分布于朝鲜、远东地区以及中国大陆的东北等地，生长于海拔400米至900米的地区，见于草甸以及阔叶林下，目前尚未由人工引种栽培。